# Сварагини - обединени от съдбата
„Сварагини“ (на хинди: स्वरागिनी, Swatagini) е индийски телевизионен сериал, премиерно представен на 2 март 2015 г. по телевизия Colors. Въз основа на горчивата връзка между две полусестри, тя участва в ролята на Хели Шах, Теясви Пракаш, Варун Капур и Намиш Танеджа.